# Ramón Rodríguez Jiménez
Ramón Rodríguez Jiménez (Palma, 13 de setembre de 1999), més conegut com a Monchu, és un futbolista mallorquí que juga com a migcampista a l'Aris FC de la Primera Divisió de Grècia.

## Trajectòria
Monchu va ingressar a les categories inferiors del FC Barcelona el 2012 procedent del RCD Mallorca. Després de progressar pels diferents equips del club, va fer el seu debut com a sènior amb el Futbol Club Barcelona B el 15 de desembre de 2017, entrant a la segona meitat per Oriol Busquets en una derrota per 1-3 davant el Cadis CF en el campionat de Segona Divisió.
El 8 d'agost de 2020 va debutar amb el primer equip després de substituir Antoine Griezmann en el minut 84 en una victòria per 3-1 davant la SSC Napoli en la tornada dels vuitens de final de la Lliga de Campions de la UEFA.
Mes i mig després d'aquest partit va ser cedit amb opció de compra al Girona FC fins al 30 de juny de 2021. Després de la cessió va tornar al conjunt blaugrana per acabar marxant dies després al Granada CF a canvi d'un 50% d'una futura venda, així com una opció de recompra i un dret de tempteig. Es va estrenar el 16 d'agost davant el Vila-real CF i, a més de ser el seu primer partit amb el conjunt granadí, va ser el seu debut en Primera Divisió.
L'1 de febrer de 2022, Monchu fou cedit al Reial Valladolid de segona divisió, per la resta de la temporada.

## Palmarès
FC Barcelona
- Lliga Juvenil de la UEFA: 2017–18[9]